# Danielle Pinnock
Danielle Pinnock, född 11 maj 1988 i Boston, är en amerikansk skådespelare.
Jones har bland annat medverkat i TV-serien Ghosts. Hon har även medverkat i filmerna Candy Cane Lane och Tell It Like a Woman.

## Filmografi (i urval)
- 2021–2023 – Ghosts (TV-serie)
- 2022 – Tell It Like a Woman
- 2023 – Candy Cane Lane